# Chongqing IFS T1
El Chongqing IFS T1 es un rascacielos ubicado en la ciudad china de Chongqing. El edificio fue propuesto en 2010, y su construcción comenzó en 2012, siendo terminado en el año 2016. Con una altura de 316 metros es el segundo rascacielos más alto de la ciudad, por detrás del Chongqing World Financial Center. El edificio tiene 62 pisos destinados a oficinas y a un hotel.